# منذر مظفر النقشبندي
منذر مظفر محمد أسعد النقشبندي هو مهندس وسياسي عراقي كردي، ولد في أربيل، وانتمى إلى الحزب الديمقراطي الكردستاني في مرحلة الدراسة الإعدادية، وشارك في الحركة الكردية عام 1974، وهو حاصل على شهادة البكلوريوس في الهندسة الميكانيكية.
شغل منصب آخر وزير للعمل والشؤون الاجتماعية في العراق في عهد صدام حسين قبل الاحتلال.
شغل المنصب خلفا لسعدي طعمة عباس الذي أحيل على التقاعد في 29 حزيران 2002، وأعلن عن تعيينه وزيرا بتاريخ 12 تموز 2002، وبقى في منصبه حتى الغزو الأمريكي للعراق. غادر من بعدها إلى مسقط رأسه في أربيل، ويقيم فيها حاليا مع عائلته.